# Sénégal aux Jeux paralympiques
Le Sénégal a participé pour la première fois aux Jeux paralympiques aux Jeux paralympiques d'été de 2004 à Athènes et n'a remporté aucune médaille depuis son entrée en lice dans la compétition.   